# Frenchcore
Frenchcore ist ein Musikgenre, welches vom Hardcore-Techno abstammt. Es kam während Ende der 1990er und Anfang der 2000er hervor. Größere Bekanntheit hat Frenchcore vor allem in Frankreich, den Niederlanden und Italien erlangt.
Es existiert auch ein Kleidungsstil namens Frenchcore, welcher jedoch nichts mit dem Musikgenre zu tun hat.

## Charakteristik
Frenchcore wird komplett mit Hilfe eines Computers erstellt. Er wird durch ein erhöhtes Tempo üblicherweise zwischen 180 und 240 BPM in einem 4/4-Takt charakterisiert. Frenchcore bedient sich an Instrumenten aus der minimalistischen und industriellen Musik, Techno sowie Gabber. Frenchcore-Produzenten gebrauchen oftmals meist französische Voicesamples, welche aus Filmen, Videoausschnitten, oder Videospielen stammen, wobei auch Synthesizer oder Sequenzer zur Verwendung kommen. 
Oft werden auch ganze Ausschnitte aus Industrial-Tracks entnommen und experimentell verlängert. Besonderheiten sind das kurzzeitige Austauschen des Beats oder auffällige Offbeats. Im Unterschied zu Industrial Hardcore werden aber im Frenchcore Sounds und Beats nicht verzerrt.

## Geschichte
Frenchcore ist, wie der Name bereits angibt, ein Musikgenre, das hauptsächlich von Terror/Industrial Hardcore beeinflusst wurde. Es kam in Frankreich auf und die Anfänge können auf Mitte der 1990er datiert werden. Beispielsweise kann die Gruppe „Gangstar Toons Industry“, welche 1994 gegründet wurde, als einer der Pioniere des französischen Hardcore angesehen werden. Zu dieser Zeit trugen Alben wie Neurophonie (1999) oder Anesthésie Internationale (2000) von der Gruppe „Micropoint“ zur Popularisierung und der Abgrenzung von Frenchcore zum niederländischen Gabber bei. Die ersten unabhängigen Musiklabels wie „Epiteth Rec.“ von Laurent Hô und „Audiogenic“ von DJ Radium trugen gleichermaßen zur Popularisierung des Genres in Frankreich bei; Labels wie „Randy 909% Records“ trugen ebenfalls zur Popularisierung in Europa bei.

## Musiker und Labels

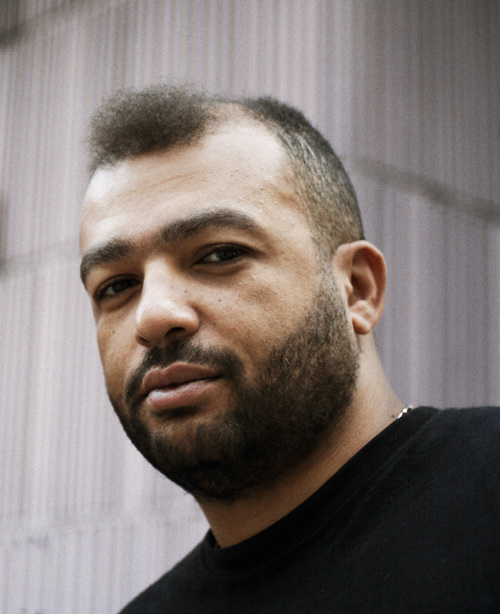
Radium, ein bekannter Akteur in der Frenchcore-Szene und Gründer des französischen Labels Psychic Genocide

Bekannte Vertreter des Frenchcore sind unter anderem: Dr. Peacock, Sefa, Radium, The Sickest Squad, Psiko, Alcore, Johnny Napalm, Adrenokrome, Lowroller (in seinen Anfängen als D-Tox), Bartoch, und Bit Reactors.
Das Musiklabel Psychik Genocide, ein Unterlabel von Audiogenic, welches 1996 von Radium gegründet wurde, ist ausschließlich auf Frenchcore-DJs ausgerichtet. Mitglieder des Labels sind französische sowie internationale DJs wie The Speed Freak oder Hellfish. Im Verlauf der Jahre rekrutierte das Label neue Musiker wie Maissouille (2007), Pattern J (2009) oder DJ Mutante (2011).

## Festivals
Frenchcore wird üblicherweise auf Festivals wie Masters of Hardcore, Defqon.1, Nightmare Outdoor, Dominator oder Hardshock aufgelegt. Während des Thunderdome-Festivals im Dezember 2012 wurde vom organisierenden Label ID&T eine Halle mit dem Namen „The Frenchcore Dome“ eingerichtet, wo ausschließlich Frenchcore von The Speed Freak, Radium, Sandy Warez, Dr. Peacock, J-Roon & Cosmix, und Enthorine aufgelegt, gemixt und vorgestellt wurde.
Außerhalb von den bekannteren Festivals gibt es auch unabhängige Festivals, welche nur auf Frenchcore ausgerichtet sind. So entstand Vive La Frenchcore, ein niederländisches Festival. Partyflock bezeichnet es als „le plus grand festival frenchcore au monde“ (Partyflock). Ein weiteres Festival namens I Am Frenchcore findet ebenfalls jährlich statt. Noisekick, ein niederländischer Terror- und Speedcore-Produzent, organisiert häufig ein Festival namens „Frenchcore, s’il vous plaît!“, welches vor allem von niederländischen, italienischen, belgischen, deutschen, britischen und französischen DJs repräsentiert wird.